# Jordi Llovet i Pomar
Jordi Llovet i Pomar (Barcelona, 17 de desembre de 1947) és un professor universitari jubilat, traductor i crític literari català.

## Biografia
A mitjan dècada dels seixanta va començar a estudiar medicina a la Universitat de Barcelona, però va deixar aquests estudis per començar els de filosofia i lletres, els quals va acabar el 1971. Posteriorment va continuar la formació acadèmica en diverses ciutats europees, com Frankfurt, París o Bolonya, fins que va tornar a Barcelona per fer-hi de professor. El 1975 va obtenir el doctorat en filosofia i lletres per la Universitat de Barcelona, i va començar a exercir-hi de professor, primer d'estètica a la Facultat de Filosofia i Lletres i més tard de crítica literària al Departament de Filologia Catalana de la Facultat de Filologia de la mateixa universitat; després va ser-ne catedràtic de Teoria de la Literatura i Literatura Comparada.
El 2008 es va retirar de la docència universitària acollint-se a un pla de prejubilació, tal com explica ell mateix al llibre de caràcter autobiogràfic Adéu a la Universitat, publicat el 2011 per explicar la seva oposició al Pla Bolonya i, segons diu, al declivi de l'educació generalista i humanista en l'ensenyament universitari i, per extensió, al conjunt de la societat.
És autor de diversos llibres i articles relacionats amb les seves diverses especialitats, com per exemple Literatura catalana: dels inicis als nostres dies (1979, amb altres autors), De l'amor, el desig i altres passions (1980, amb Xavier Rubert de Ventós i Eugenio Trías) o El sentit i la forma: assaigs d'Estètica (1990). Ha traduït al català obres de Hölderlin, Kafka, Rilke, Musil, Schiller, Mann, Hofmannsthal, Flaubert, Byron, Valéry, Verlaine i Baudelaire. Precisament, per la traducció de Les flors del mal d'aquest darrer autor, fou reconegut amb el premi Ciutat de Barcelona, un dels nombrosos guardons que ha rebut al llarg de la seva trajectòria.

## Obra

### Crítica literària o assaig
- 1978 Por una estética egoísta. Esquizosemia (Anagrama)
- 1979 Ideología y metodología del diseño. Una introducción crítica a la teoría proyectual.
- 1990 El sentit i la forma. Assaigs d'estètica. (Edicions 62)
- 1993 Entre l'avantguarda i la tradició. II. Clàssics i moderns: Folguera, Riba i Foix.
- 1993 Walter Benjamin i l'esperit de la modernitat.
- 1995 Lecciones de Literatura universal.
- 1996 Teoria de la literatura. Els corrents de la teoria literària al segle XX.
- 2009 L'amistat (CCCB)
- 2011 Adéu a la Universitat (Galàxia Gutenberg)
- 2012 Brins de literatura universal (Galàxia Gutenberg)
- 2013 Melancolia i saviesa (Editorial Arcàdia)
- 2020 Els mestres (Galàxia Gutenberg)

### En col·laboració
- 1978 Maneras de hacer filosofía (amb Xavier Rubert de Ventós, Eugenio Trías i Antoni Vicens).
- 1979 Literatura catalana. Dels inicis als nostres dies (amb Antoni Carbonell, Anton Maria Espadaler i Antònia Tayadella).
- 1980 De l'amor, el desig i altres passions (amb Xavier Rubert de Ventós i Eugenio Trías).
- 1982 Història i crítica de la literatura catalana avui (amb Jordi Castellanos, Àlex Broch i Sebastià Serrano).
- 1987 Frontera i perill (al Col·legi de Filosofia).
- 2005 Teoría literaria y literatura comparada (amb altres autors).
- 2018 La literatura admirable (Pasado & Presente)

### Traduccions de l'alemany
- 1978 La transformació (Die Verwandlung) de Franz Kafka.
- 1980  Les tribul·lacions del col·legial Törless de Robert Musil (segona edició corregida el 2006).
- 1980 Els quaderns de Malte Laurids Brigge de Rainer Maria Rilke.
- 1983 Cartes sobre l'educació estètica de l'home de Friedrich von Shiller.
- 1993  Hiperió o l'ermita a Grècia de Friedrich Hölderlin.
- 1993  La mort d'Empèdocles de Friedrich Hölderlin.
- 1999 L'arxipèlag. Les elegies de Friedrich Hölderlin.
- 2003 Confessions de Fèlix Krull de Thomas Mann.
- 2007 Carta de Lord Chandos d'Hugo von Hofmannsthal.

### Traduccions del francès
- 1974 El texto de la novela de Julia Kristeva.
- 1983 Eupalinos o l'arquitecte de Paul Valéry.
- 1990 Bouvard i Pécuchet, seguit del Diccionari de Tòpics de Gustave Flaubert.
- 1995 Salambó de Gustave Flaubert.
- 1995  Les temptacions de sant Antoni de Gustave Flaubert.
- 1996 Càndid o l'optimisme de Voltaire.
- 2007 Les flors del mal de Charles Baudelaire.
- 2010 Homes de Paul Verlaine.

### Traduccions de l'anglès
- 1996 Caín de Lord Byron.

## Premis
- 1978 Premi Anagrama d'Assaig per Por una estética egoísta. Esquizosemia.
- 1981 Premi Crítica Serra d'Or de Literatura i Assaig per l'edició d'obra estrangera Monsieur Teste de Paul Valéry.
- 1994 Premi Cavall Verd de Traducció poètica per La mort d'Empèdocles de Friedrich Hölderlin.
- 2000 Premi Cavall Verd de Traducció poètica per L'arxipèlag i Les Elegies de Friedrich Hölderlin.
- 2007 Premi Ciutat de Barcelona en traducció en llengua catalana per Les flors del mal de Charles Baudelaire.
- 2011 Medalla de la Universitat Pompeu Fabra.[5]
- 2016 Premi Creu de Sant Jordi pel conjunt de la seva aportació a la cultura i el pensament.[6]